# نهر بوغوتا
نهر بوغوتا (Bogotá River) هو نهر رئيسي في مقاطعة كونديناماركا في كولومبيا، ويمر عبر المنطقة من الشمال الشرقي إلى الجنوب الغربي ويمر على طول الحدود الغربية لبوغوتا. وقد أدى التزايد السكاني الكبير والقاعدة الصناعية وتصريف المخلفات في النهر إلى تلوث شديد في نهر.

## معرض الصور

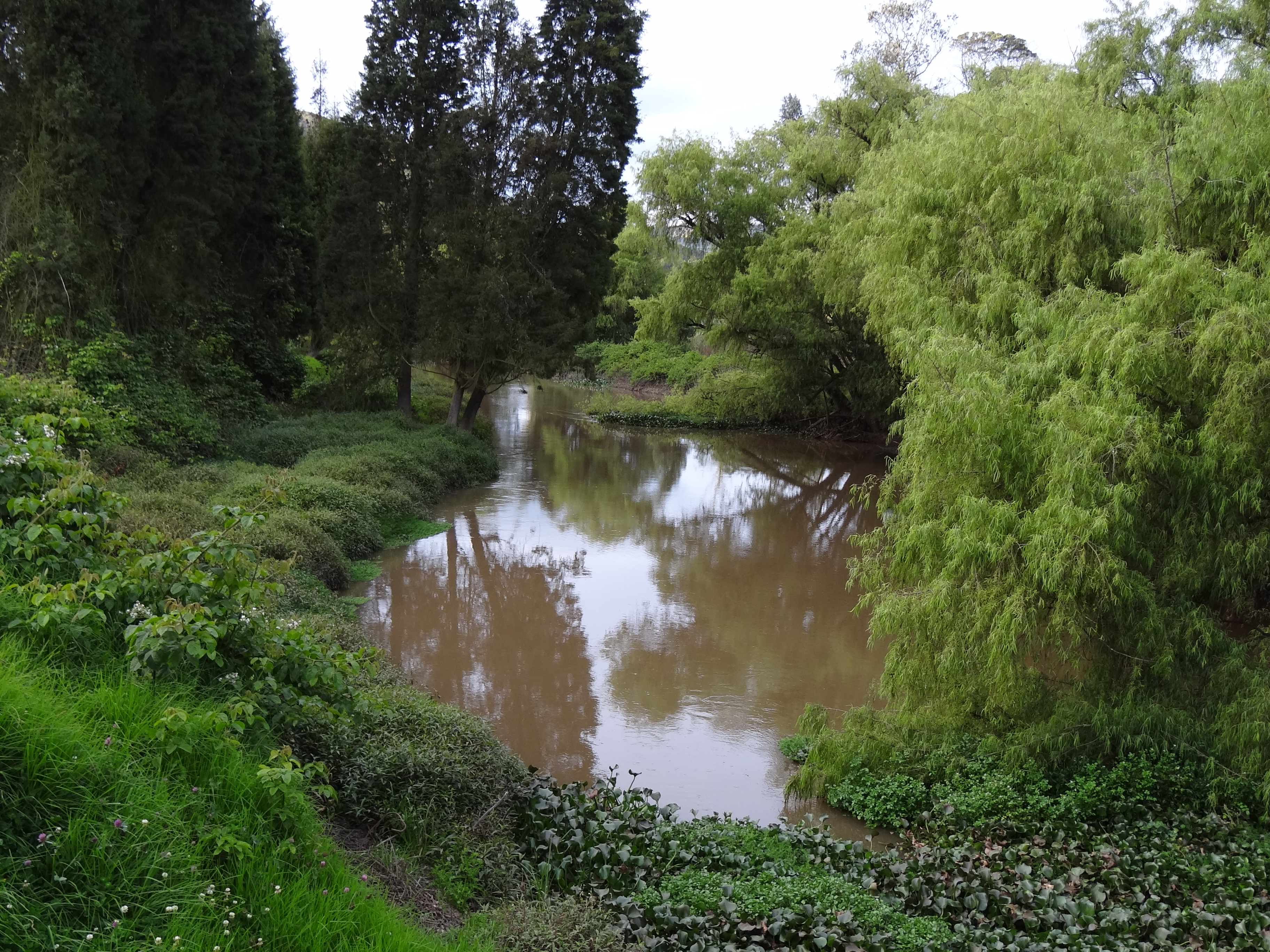
Bogotá River close to Zipaquirá
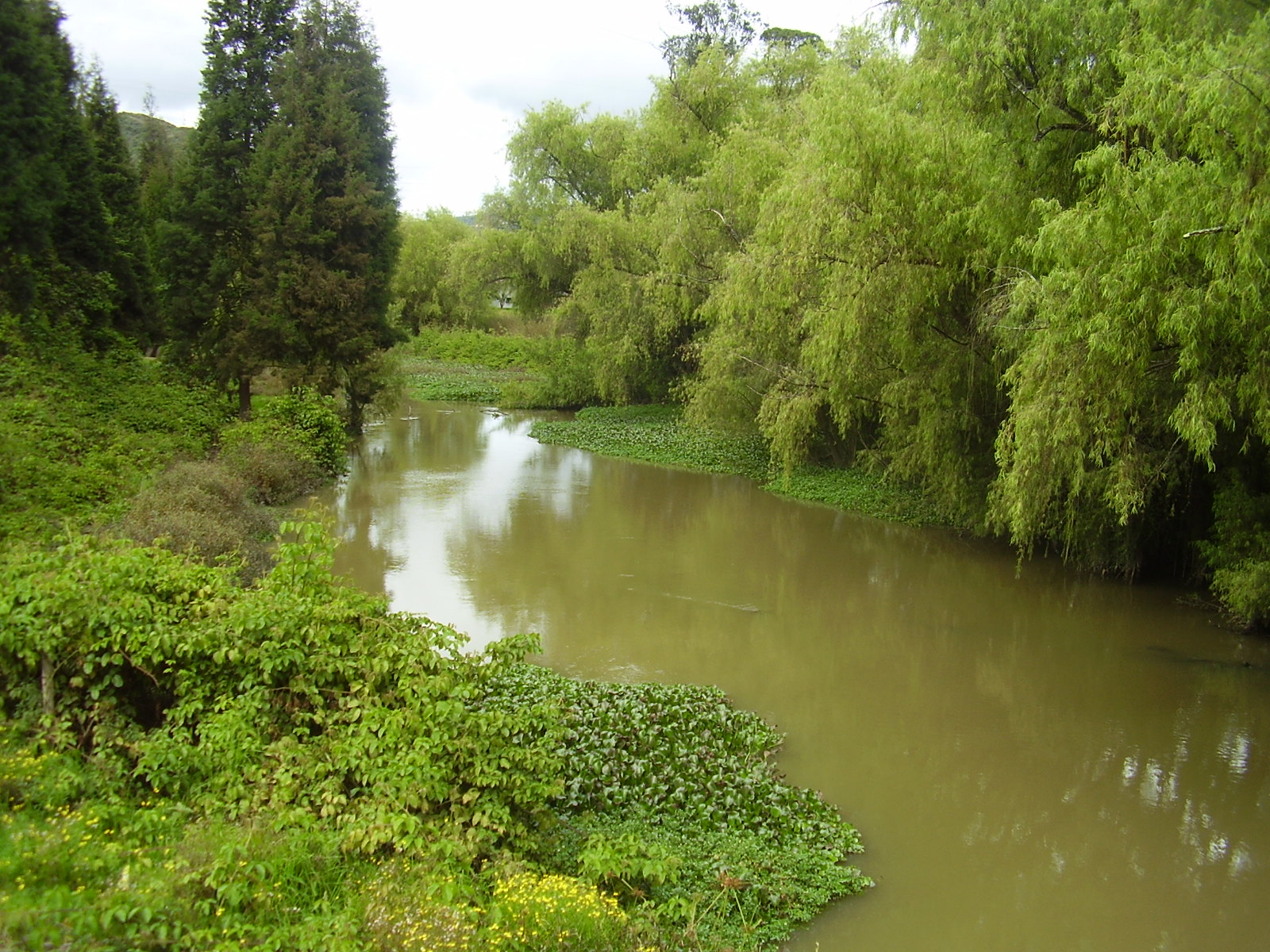
Bogotá River in Briceño
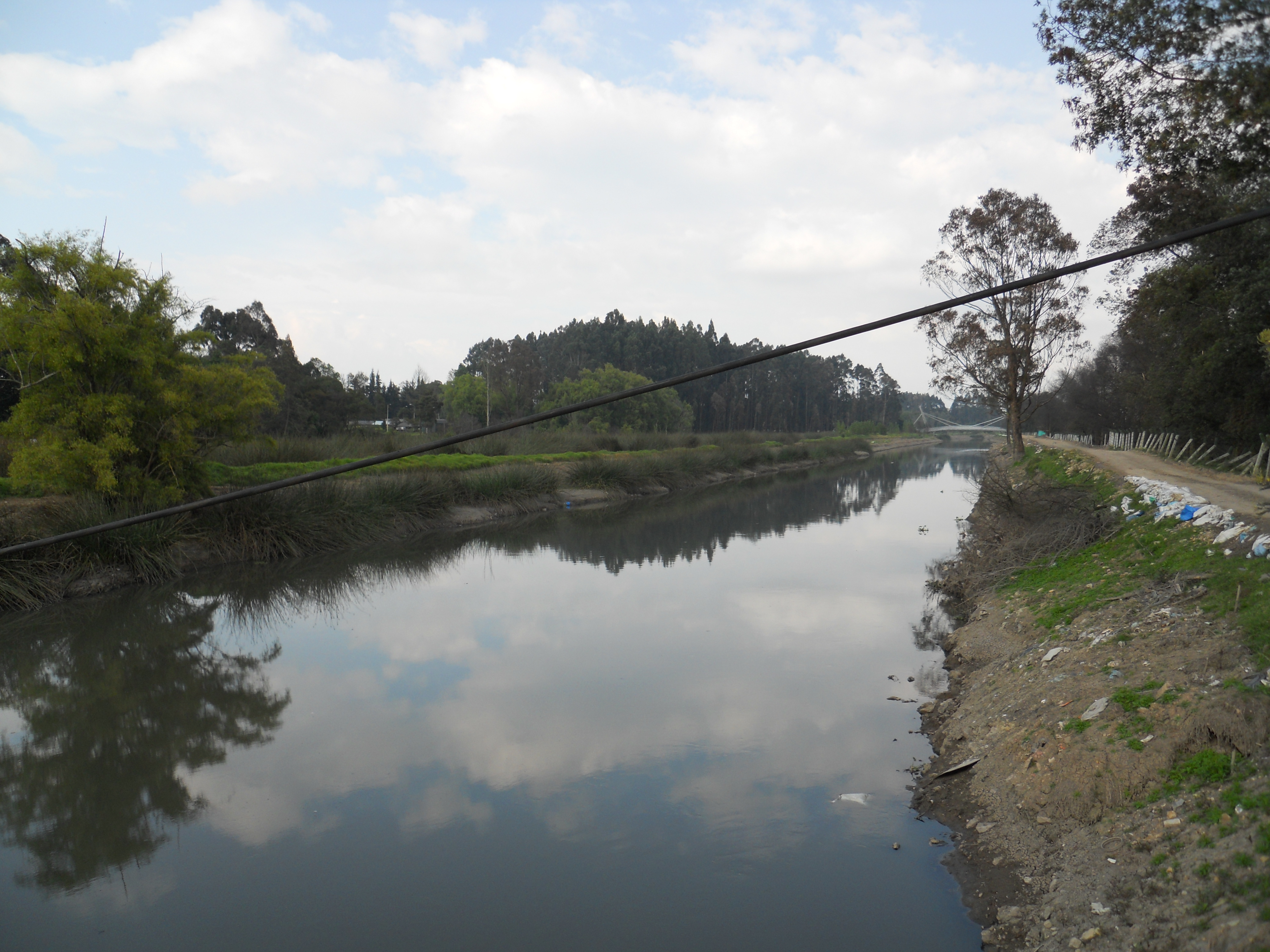
Bogotá River in Engativá
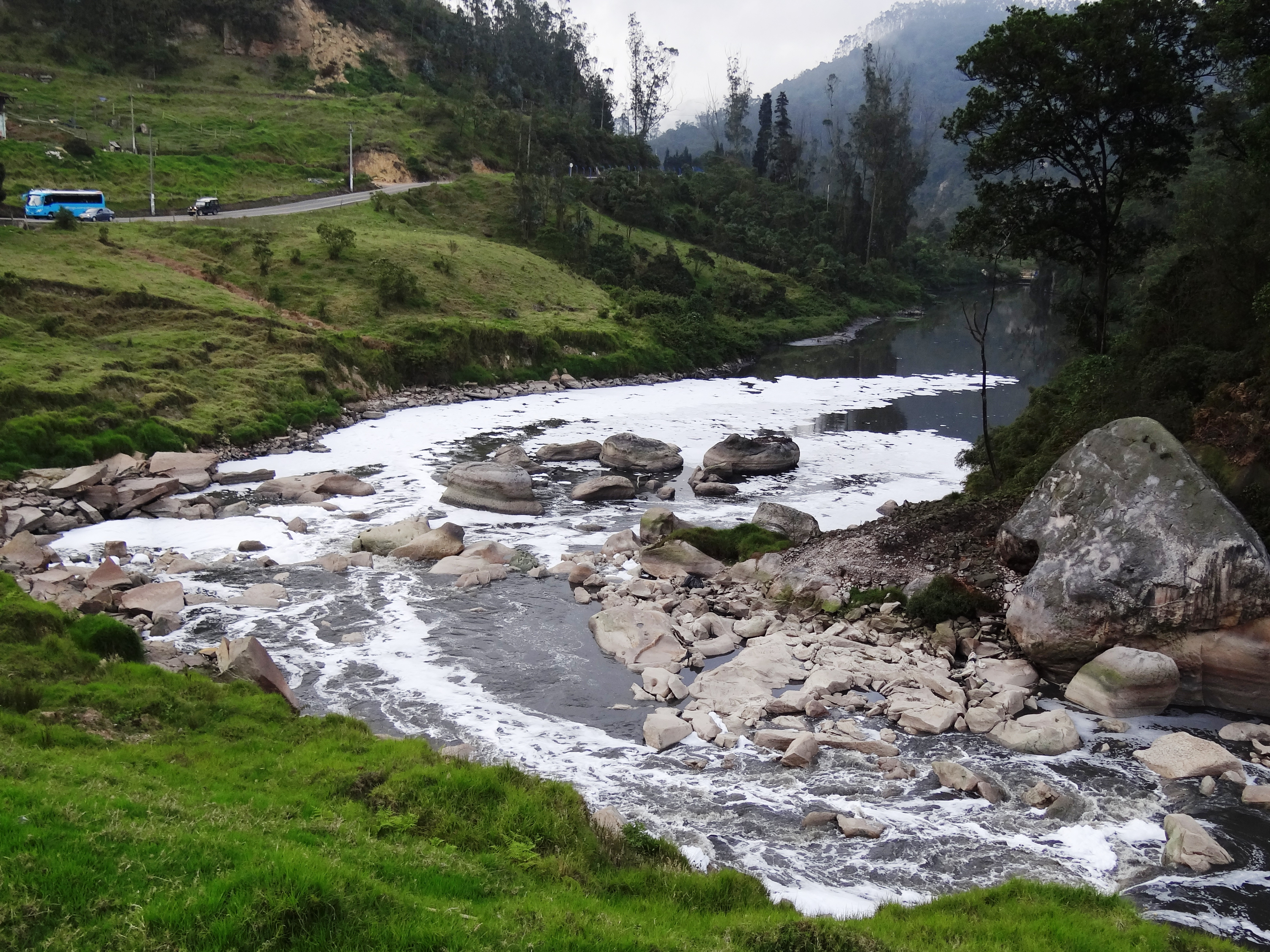
Bogotá River close to Tequendama
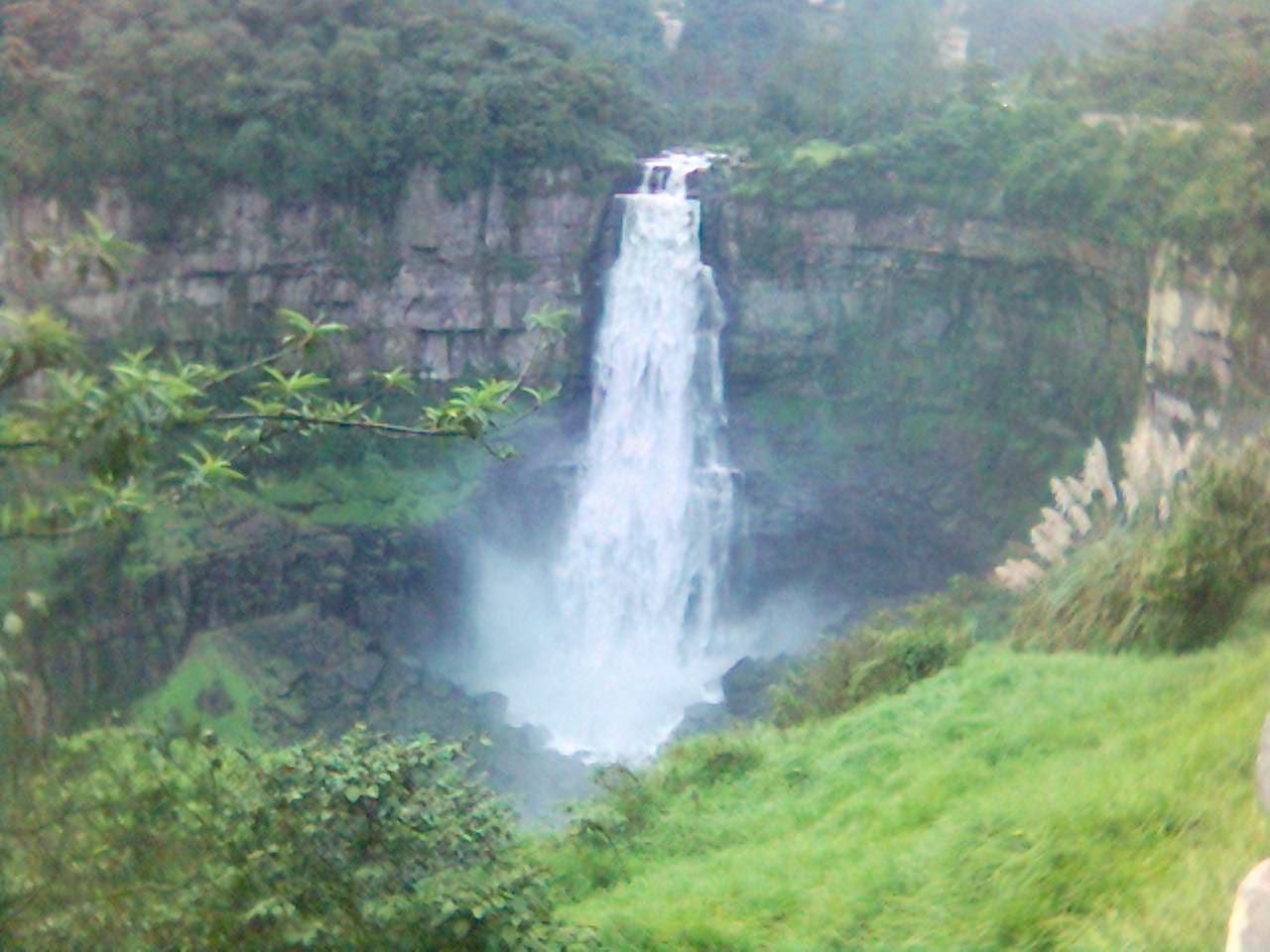
Tequendama Falls in the Bogotá River